# Fotovoltaická elektrárna Ráječko

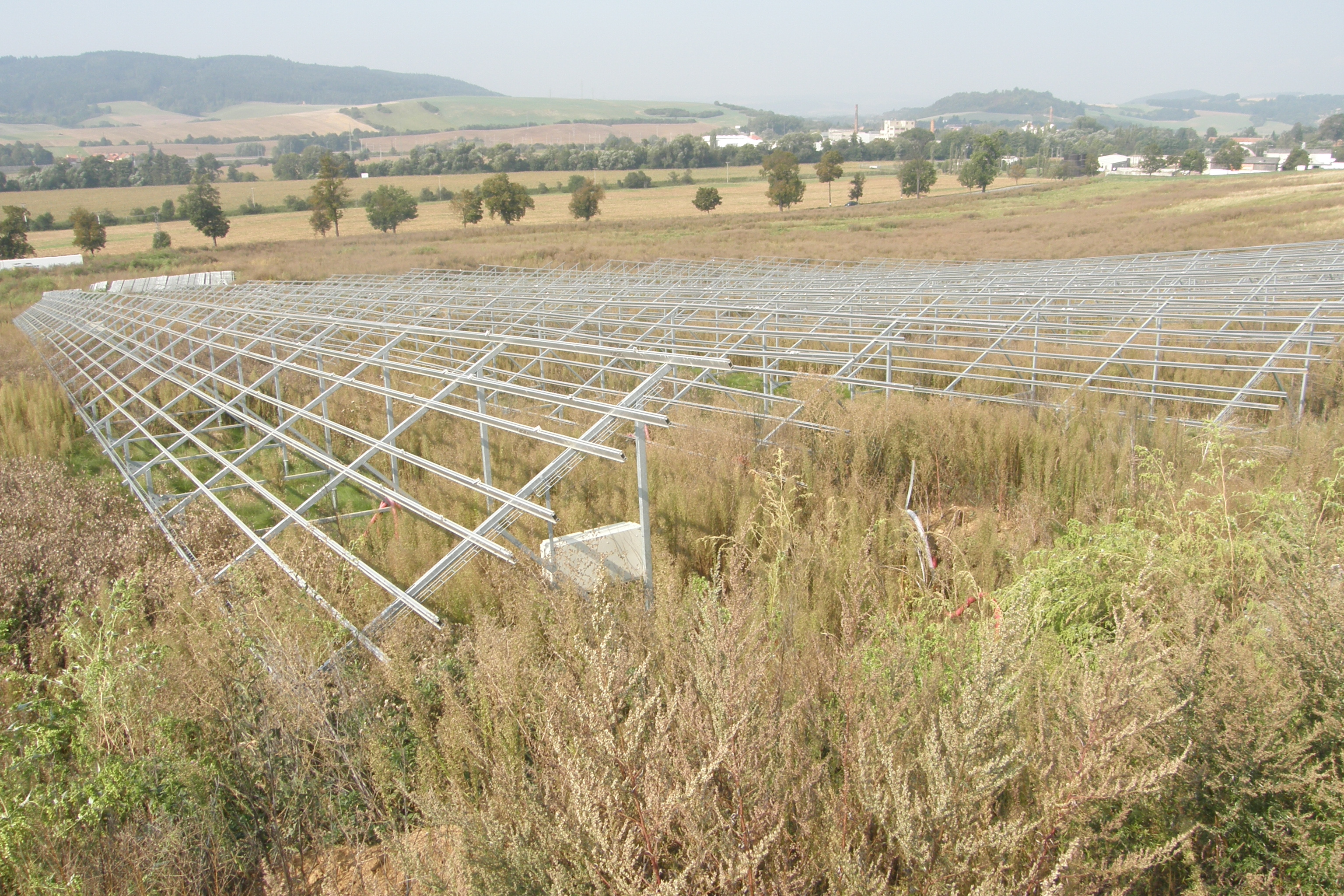
Fotovoltaická elektrárna Ráječko v září 2012

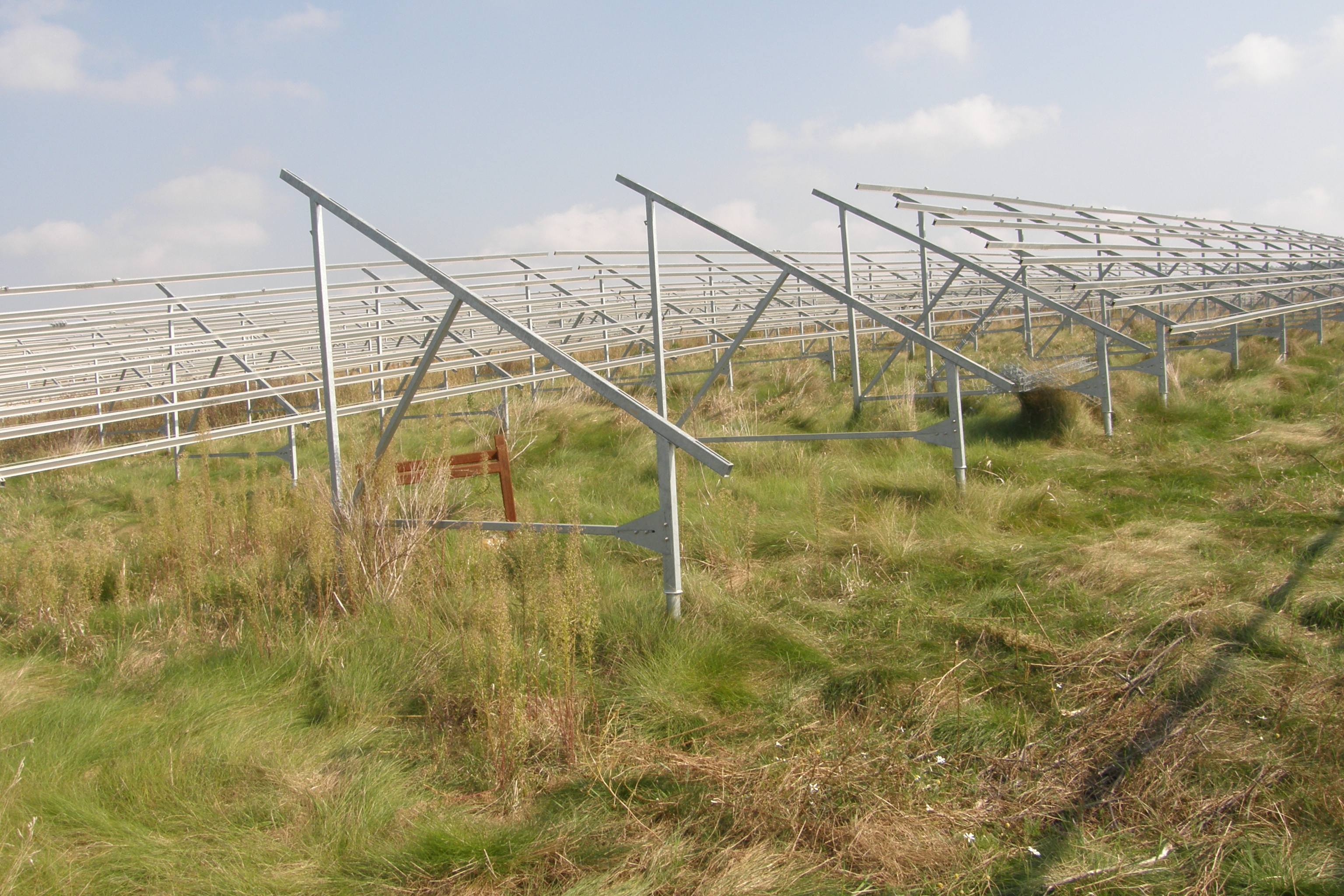
Fotovoltaická elektrárna Ráječko v září 2012

Fotovoltaická elektrárna Ráječko je projektovaná v katastrálním území obce Ráječko v okrese Blansko v Jihomoravském kraji. Elektrárnu staví společnost Papeno a. s., projekt počítá s instalovaným výkonem 15 MW na ploše 28 hektarů, ve třech blocích o ploše 14, 8 a 6 hektarů, oddělených zelení. Podle červencových plánů investora měla výstavba začít v srpnu 2010 a být dokončena koncem listopadu 2010, 5. září se psalo, že stavba začala „před několika dny“, totéž psal ovšem Blanenský deník již 17. července. Roční odvody obci mají činit 1,5 milionu Kč. Do konce července investor odkoupil již 70 pozemků a zbývalo mu dohodnout se se 4 majiteli. Po dvaceti letech podle starosty musí být elektrárna odstraněna.

## Spory o výstavbu
Podle redaktorky Svitavského deníku se elektrárna začala stavět „přes protesty místních“. Žena z Ráječka, která si nepřeje být jmenována, pro tento deník uvedla, že zastupitelstvo občany o záměru dostatečně neinformovalo, a proto promeškali možnost uspořádání místního referenda. Proti stavbě elektrárny vzniklo v obci občanské sdružení „Proti devastaci krajinného rázu v Ráječku“, které poslalo otevřený dopis obecním zastupitelům. Josef Mikulášek vyjádřil obavy, že elektrárna zvýší riziko bleskových záplav a povodní, objevily se i další obavy (narušení krajinného rázu, škodlivé působení odrazů, údajné nepřetržité noční osvětlení aj.) Podle Simony Profantové firma navzdory dohodě s odborem ochrany životního prostředí MÚ Blansko vykácela křoviska remízků, která měla být zachována jako útočiště zvěře. Vedoucí odboru ochrany životního prostředí městského úřadu Blansko Pavel Konečný připustil, že odstraněním remízku se firma mohla dopustit přestupku. Podle firmy Papeno šlo o náletové dřeviny odstraňované po dohodě s obcí.
Podle starosty Víta Rajtšlégra bude elektrárna v průmyslové části obce a 95 % obyvatel obce ji z domu neuvidí. Údajně má ležet na pozemcích s nižší bonitou půdy. Starosta usuzuje, že hladký průběh výkupu pozemků svědčí o tom, že většina obyvatel o stavbě věděla a souhlasila s ní. Z daňového výnosu chce obec opravovat školu, případně stavět hasičskou zbrojnici a dům pro seniory. .
Podle Simony Profantové firma práce zahájila ještě před změnou územního plánu, která ji měla umožnit. Zástupce investora namítl, že úpravy do tři sta metrů čtverečních je možno dělat bez územního plánu a stavebního povolení. Stavba byla v polovině července 2010 zahájena bez stavebního povolení, na přelomu září a října 2010 firma podala žádost o dodatečné povolení stavby. Hrozí jí pokuta ve výši milionu Kč, tedy plánovaného denního výdělku elektrárny, nebo odstranění stavby.
Společnost Papeno sice stavební povolení dodatečně získala, jenže nestihla termín, do kterého mohla získat dotaci od státu. Nedostavěnou elektrárnu proto demontovala a odvezla pryč.